# Despovoamento de baratas no espaço pós-soviético
O despovoamento de baratas em estados pós-soviéticos se refere a observações de que está ocorrendo um rápido desaparecimento de várias espécies de baratas desde o início do século XXI na Rússia e em outros países da ex-URSS. Vários fatores foram levantados como causas desse despovoamento.

## Contexto
Um massivo despovoamento de baratas vem sendo acompanhado desde o início do século XXI na Rússia e em outros países da ex-URSS. Observadores  notaram uma rápida evasão de vários tipos de baratas de cidades e vilas na Rússia, Azerbaijão, Cazaquistão, Ucrânia, Moldávia e Bielorrússia. 
Cientistas de Chelyabinsk e Yekaterinburg dizem ser necessário que a barata oriental seja adicionada à Lista Vermelha de Espécies Ameaçadas da IUCN.

## Explicações sugeridas
O despovoamento das baratas talvez seja um exagero, e esse fenômeno pode ser apenas temporário ou cíclico. Diversas explicações para o fenômeno são discutidas pela mídia, com diversos graus de credibilidade.
- A utilização de sacos plásticas para armazenamento de lixo doméstico e a descontinuidade do uso de canaletas de lixo.[5]
- As baratas podem ter migrado das casa para outros lugares mais proprícios a elas.[6][7]
- Produtos químicos aprimorados e novos métodos para combater as baratas podem ter levado à migração ou à debandada direta.[8][9][10]
- O uso de materiais de construção modernos também pode contribuir para o fenômeno; a população de baratas pode ter sido reduzida devido à suposta ingestão de substâncias nocivas.[11][12][13] Entretanto, percebeu-se que as baratas desapareciam mesmo nas casas em que esses materiais de construção não eram utilizados.[14]
- O aparecimento das formigas Faraó, as quais competem com as baratas por comida, podendo até mesmo se alimentar delas.
- A poluição radioativa ou química (em Chernovtsy, Tambov, bem como ao desastre de Chernobyl ) também pode ser considerado um fator,[3] embora haja uma opinião de que as baratas não sejam afetadas por radiação.[11]
- Buracos de ozônio também podem gerar uma cronobiologia anormal em baratas.[12][13]
- Competições internas entre baratas podem reduzir o número de baratas.[5]